# Coptomia mauritiana
Coptomia mauritiana är en skalbaggsart som beskrevs av Hippolyte Louis Gory och Achille Rémy Percheron 1833. Coptomia mauritiana ingår i släktet Coptomia och familjen Cetoniidae. Inga underarter finns listade i Catalogue of Life.